# 蟹江インターチェンジ
蟹江インターチェンジ（かにえインターチェンジ）は、愛知県海部郡蟹江町にある、東名阪自動車道のインターチェンジである。

## 概要
接続する愛知県道65号一宮蟹江線（西尾張中央道）とは立体交差で接続するダブルトランペット型インターチェンジである。
海部郡蟹江町の北端に位置し、津島市とも隣接している。

## 接続道路
- 直接接続
  - 愛知県道65号一宮蟹江線（西尾張中央道）
- 間接接続
  - 愛知県道40号名古屋蟹江弥富線
  - 愛知県道114号津島蟹江線
  - 愛知県道29号弥富名古屋線

## 料金所
- レーン数：7

### 入口
- レーン数：3
  - ETC専用：1
  - ETC/一般：1
  - 一般：1

### 出口
- レーン数：4
  - ETC専用：2
  - 一般：1
  - 休止中：1

## 隣
E23 東名阪自動車道
(24) 名古屋西IC - 名古屋西TB - (25) 蟹江IC - (26) 弥富IC